# 植村家長
植村 家長（うえむら いえなが）は、江戸時代中期の大名、老中格。大和高取藩9代目藩主。官位は従四位下、駿河守。

## 生涯
第6代藩主植村家道の次男として生まれたが弟で第8代藩主の家利の急死により、家長が養子となって家督を相続した。
幕府では47歳より久しく若年寄を勤め、72歳にして特に老中格となって老中待遇を受けた。在職のまま死去した。老中在職は文政8年（1825年）4月18日から文政11年（1828年）10月12日。老中就任とともに4500石の加増を受けている。家長死後、家督は長男の家教が相続した。

## 経歴
- 1754年（宝暦4年） 生まれ
- 1785年（天明5年） 高取藩襲封
- 1793年（寛政5年） 奏者番
- 1799年（寛政11年） 寺社奉行兼担
- 1800年（寛政12年） 若年寄
- 1825年（文政8年） 老中格に昇格、併せて4500石加増。都合2万5000石を領する。
- 1828年（文政11年） 在職のまま死去。享年75